# Against All Authority
Gli Against All Authority (spesso abbreviati in -AAA-) sono stati una band ska punk statunitense, fondata a Miami, in Florida nel 1992. Sono guidati dall'attitudine di promuovere il loro messaggio "mettendo in discussione le differenze economiche e promuovendo le somiglianze tra esseri umani": nei testi delle loro canzoni è evidente un forte interesse alle questioni politiche e sociali. La band mantiene una feroce presa di posizione DIY influenzata dal contatto con i Dead Kennedys ed i Subhumans. All'inizio della loro carriera la band decise di prenotare i concerti, incidere i dischi e produrre le magliette della band in proprio. Più tardi firmarono con un'etichetta indipendente, la Hopeless Records, diventando una delle sue maggiori band. Oltre ai tour, la band è frequentemente occupata in manifestazioni e progetti sociali.

## Formazione
- Danny Lore – basso e voce
- Joe Koontz – chitarra e  seconda voce
- Jeremy Kaiser – tromba
- Macbeth Proenza – batteria

## Discografia

### Album in studio
- 1995 – Destroy What Destroys You
- 1996 – Reject
- 1998 – All Fall Down
- 2000 – 24 Hour Roadside Resistance
- 2001 – Nothing New for Trash Like You
- 2006 – The Restoration Of Chaos & Order

### Album dal vivo
- 2003 – Live at the Fireside Bowl

### Raccolte
- 2003 – Operation: Punk Rock Freedom

### EP
- 1994 – Above The Law 7"

### Split
- 2000 – The Exchange (con i The Criminals)
- 2005 – Common Rider/Against All Authority Split

### Apparizioni in compilation
- 2002 – Warped Tour 2002 Tour Compilation